# Suhovolea, Horodok
Suhovolea (în ucraineană Суховоля) este o comună în raionul Horodok, regiunea Liov, Ucraina, formată numai din satul de reședință.

## Demografie
Componența lingvistică a comunei Suhovolea
     Ucraineană (99,57%)
     Alte limbi (0,4%)
Conform recensământului din 2001, majoritatea populației comunei Suhovolea era vorbitoare de ucraineană (99,57%), existând în minoritate și vorbitori de alte limbi.